# Детройтская митрополия
Детро́йтская митропо́лия (англ. Metropolis of Detroit, греч. Ιερὰ Μητρόπολις Ντητρόϊτ) — епархия Американской архиепископии Константинопольской православной церкви на территории штатов Мичиган, Арканзас, Кентукки и частей штатов Индиана, Огайо, Теннесси и северной части штата Нью-Йорк.

## История
В 1968 году был учреждён Седьмой архиепископский округ Греческой православной архиепископии Северной и Южной Америки с центром в Детройте. Епархией управляли титулярные викарные епископы.
В марте 1979 года вместо архиепископских округов в составе архиепископии были созданы полноценные епархии, в том числе и Детройтская епархия, заменившая Седьмой округ.
20 декабря 2002 года решением Священного Синода Константинопольской православной церкви епархии Американской архиепископии, в том числе Детройтская, были возведены в ранг митрополий.

## Епископы
Седьмой округ
- Герман (Псаллидакис) (4 мая 1962—1968) еп. Синадский
- Иаков (Гарматис) (25 декабря 1969—1978) еп. Апамейский
- Тимофей (Негрепонтис) (1978 — 15 марта 1979) еп. Памфильский

Детройтская епархия
- Тимофей (Негрепонтис) (15 марта 1979 — 1 августа 1995)
- Николай (Писсарис) (3 апреля 1999 — 20 декабря 2002)

Детройтская митрополия
- Николай (Писсарис) (с 20 декабря 2002)